# Idioma pallanganmiddang
Pallanganmiddang (Balangamida) es una lengua aborigen extinta de la región de Upper Murray del noreste de Victoria (Australia).
El lenguaje no es muy similar a ningún otro. El minjambuta puede haber sido un dialecto. Se ha sugerido que el idioma puede ser ligeramente similar al Yota-Yota, Dhudhuroa y varios dialectos del Wiradjuri.

## Fonología

### Sonidos
|             | Labial | Alveolar | Retrofleja | Dental | Palatal | Velar |
| ----------- | ------ | -------- | ---------- | ------ | ------- | ----- |
| Oclusiva    | p/b    | t/d      | ʈ/ɖ        | t̪/d̪    | c/ɟ     | k/ɡ   |
| Nasal       | m      | n        | (ɳ)        | (n̪)    | ɲ       | ŋ     |
| Lateral     |        | l        | (ɭ)        | (l̪)    | (ʎ)     |       |
| Rótica      |        | r        |            |        |         |       |
| Aproximante | w      |          |            |        | j       |       |

Las vocales podrían ser: /a i u/.